# Drakarnas rike
Drakarnas rike (engelska: Reign of Fire) är en amerikansk-brittisk-irändsk actionfilm från 2002 i regi av Rob Bowman, med Christian Bale, Matthew McConaughey, Izabella Scorupco och Gerard Butler i rollerna.

## Handling
Quinn Abercromby (Christian Bale) besöker sin mor (Alice Krige) i en tunnelbyggplats under Londons gator. Ett litet hål upptäcks i slutet av en tunnel och unge Quinn klättrar in för att se vad som finns där inne. Vad han finner är en stor varelse som spottar en vätska i ansiktet på honom, och när han flyr ut till sin mor går två män in och får se att varelsen är en gigantisk eldsprutande flygande drake som dödar dem och sedan bryter sig ut ur tunnelbygget. Quinns mor blir ihjälslagen av draken när hon skyddar Quinn från drakens lågor på väg upp i hissen.
12 år senare, år 2020, bor Quinn med en samling människor i en gammal stenborg i Northumberland, ständigt på utkik efter de drakar som förstört civilisationer världen runt. När några personer smyger sig till ett litet fält med plantor i närheten för att plocka den sista maten blir de anfallna av en drake som bränner upp fältet. Det råder nu svält även för drakarna, och därför har de blivit farligare än någonsin. Quinn lever en knapp tillvaro men en dag dyker amerikanen Denton Van Zan (Matthew McConaughey) upp med en stor mängd vapen, en pansarvagn och en helikopter vars pilot, Alex (Izabella Scorupco), förklarar att de jagar drakar med mänskligt bete – de så kallade ärkeänglarna. De har fällt hundratals drakar där samtliga har visat sig vara honor, och är på jakt efter den världsledande stora hanen (just den som dödade Quinns mor).
De båda viljestarka ledarna har svårt att komma överens, men inser till slut att de är tvungna att samarbeta för att ha en chans att överleva. De måste ta sig till London, där den stora drakflocken befinner sig.

## Rollista
| Christian Bale      | – Quinn Abercromby |
| Matthew McConaughey | – Denton Van Zan   |
| Izabella Scorupco   | – Alex Jensen      |
| Gerard Butler       | – Creedy           |
| Scott Moutter       | – Jared Wilke      |
| David Kennedy       | – Eddie Stax       |
| Alexander Siddig    | – Ajay             |
| Ned Dennehy         | – Barlow           |
| Rory Keenan         | – Devon            |
| Terence Maynard     | – Gideon           |
| Doug Cockle         | – Goosh            |
| Randall Carlton     | – Burke (Tito)     |
| Chris Kelly         | – Mead             |

## Utmärkelser
Filmen vann år 2002 en Saturn Award för bästa specialeffekter.